# Cibareno
Cibareno is een bestuurslaag in het regentschap Lebak van de provincie Banten, Indonesië. Cibareno telt 1890 inwoners (volkstelling 2010).